# Parlamentswahl in Portugal 2015
- BE: 19
- CDU: 17
- PS: 86
- PAN: 1
- PSD: 89
- PP: 18

Die Parlamentswahl in Portugal 2015 fand am 4. Oktober 2015 statt. Gewählt wurden die Abgeordneten der Assembleia da República für die vierjährige Legislaturperiode bis 2019. Dabei verlor die amtierende Regierung unter Premierminister Pedro Passos Coelho die absolute Mehrheit im Parlament. Das Wahlbündnis von PSD und CDS, Portugal à Frente (Vorwärts Portugal), blieb aber die relativ stärkste Kraft. Die Wahlbeteiligung lag bei knapp 57 Prozent.

## Wahlsystem
Die Assembleia da República bestand aus 230 Abgeordneten, wovon 226 von den Wahlberechtigten in Portugal und vier von den im Ausland registrierten Portugiesen gewählt wurden.
Die Wahlkreiseinteilung folgte der Verwaltungsgliederung Portugals. Die 18 Distrikte des portugiesischen Festlandes sowie die Azoren und Madeira bildeten jeweils einen Wahlkreis. Auf diese 20 Wahlkreise wurden 226 Sitze gemäß der Zahl ihrer Wahlberechtigten nach dem D’Hondt-Verfahren verteilt. Für die im Ausland registrierten Portugiesen bestanden zwei Wahlkreise (Europa und Rest der Welt).
Die Größe der Wahlkreise war sehr unterschiedlich. Die mit Abstand größten Wahlkreise waren Lissabon (47 Sitze) und Porto (39 Sitze). Dagegen hatten die zehn kleinsten Wahlkreise in Portugal nur jeweils zwei bis sechs Sitze. Im Vergleich zur letzten Wahl 2011 gab es nur zwei Änderungen. Der Wahlkreis Santarém verlor einen Sitz (insgesamt 9 statt 10), und der Wahlkreis Setúbal gewann einen Sitz (18 statt 17).
Jeder Wähler hatte eine Stimme zur Wahl einer Parteiliste. Innerhalb jedes Wahlkreise wurden die Sitze nach dem D’Hondt-Verfahren verteilt. Innerhalb der Liste wurden die Sitze nach der Reihenfolge in der Liste vergeben. Es gab keine gesetzliche Sperrklausel. Daraus folgte, dass in Lissabon nur etwa zwei Prozent der Stimmen für ein Mandat erforderlich waren, in den kleinen Wahlkreisen hingegen deutlich über zehn Prozent.

Wahlkreise mit der Zahl der gewählten Abgeordneten 2015

| Nr.    | Wahlkreis (Distrikt)          | registrierte Wähler | zu wählende Abgeordnete |
| ------ | ----------------------------- | ------------------- | ----------------------- |
| 1      | Aveiro                        | 653.541             | 16                      |
| 2      | Beja                          | 128.971             | 3                       |
| 3      | Braga                         | 787.706             | 19                      |
| 4      | Bragança                      | 147.485             | 3                       |
| 5      | Castelo Branco                | 181.459             | 4                       |
| 6      | Coimbra                       | 391.029             | 9                       |
| 7      | Évora                         | 141.443             | 3                       |
| 8      | Faro                          | 370.882             | 9                       |
| 9      | Guarda                        | 163.508             | 4                       |
| 10     | Leiria                        | 423.865             | 10                      |
| 11     | Lissabon                      | 1.901.335           | 47                      |
| 12     | Portalegre                    | 101 246             | 2                       |
| 13     | Porto                         | 1.591.762           | 39                      |
| 14     | Santarém                      | 393.387             | 9                       |
| 15     | Setúbal                       | 725.783             | 18                      |
| 16     | Viana do Castelo              | 253.271             | 6                       |
| 17     | Vila Real                     | 228 399             | 5                       |
| 18     | Viseu                         | 371.991             | 9                       |
| 19     | Azoren                        | 227.486             | 5                       |
| 20     | Madeira                       | 255.748             | 6                       |
| 21     | Portugiesen in Europa         | 78.253              | 2                       |
| 22     | Portugiesen außerhalb Europas | 164.273             | 2                       |
| Gesamt | Gesamt                        | 9.682.823           | 230                     |

## Ausgangslage

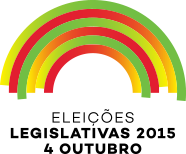
Logo zur Parlamentswahl 2015

Vor der Wahl waren folgende Parteien im Parlament vertreten:
- Partido Social Democrata (PSD) 108 Sitze
- Partido Socialista (PS) 74 Sitze
- Centro Democrático e Social – Partido Popular (CDS-PP) 24 Sitze
- Coligação Democrática Unitária (CDU) 16 Sitze (davon PCP 14 Sitze, PEV 2 Sitze)
- Bloco de Esquerda (BE) 8 Sitze
- Pessoas – Animais – Natureza (PAN) 1 Sitz

Bei der Wahl 2015 traten PSD und CDS-PP in allen Wahlkreisen außer Azoren und Madeira mit einer gemeinsamen Liste unter dem Namen Portugal à Frente (deutsch: Vorwärts Portugal) an.
In der politischen Landschaft abseits der etablierten, im Parlament vertretenen Parteien gründeten sich zahlreiche Kleinparteien, die um die Gunst der Wähler kämpften. Mit Nós, Cidadãos!, Juntos pelo Povo, Partido Unido dos Reformados e Pensionistas und der Listenverbindung AGIR (bestehend aus Partido Trabalhista Português und vor einigen Jahren vom BE abgespaltenen Movimento Alternativa Socialista) sind diese vor allem dem linken bis linkspopulistischen Spektrum zuzuordnen.
Während bei der Europawahl 2014 die Partido da Terra noch mit einem Sitz im Europaparlament reüssierte, verlor diese bereits nur nach dem Parteiaustritt ihres Europaabgeordneten und Zugpferdes António Marinho e Pinto. Dieser gründete eine eigene Partei Partido Democrático Republicano und trat ebenfalls bei der Wahl an. Auch die von Rui Tavares, ehemaliges Mitglied des Bloco de Esquerda, gegründete Partei LIVRE/Tempo de Avançar trat erstmals bei der Wahl an.
Rechtspopulistische oder rechtsextreme Parteien – wie beispielsweise bei anderen Wahlen in europäischen Ländern – haben und hatten abseits des Centro Democrático e Social – Partido Popular und der Kleinpartei Partido Nacional Renovador in Portugal keine Bedeutung.
Insgesamt registrierte die Nationale Wahlkommission 3456 Kandidaten für die 22 Wahlkreise. In Lissabon traten 705 Kandidaten an, in den beiden Auslandswahlkreisen jeweils 30.

## Wahlkampfthemen

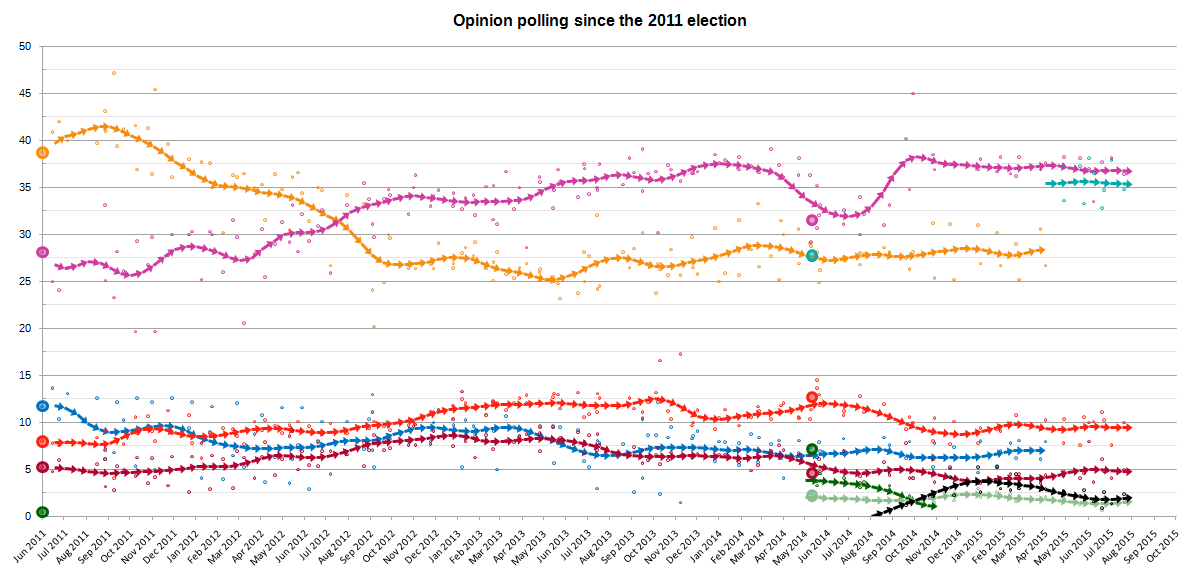
Meinungsumfragen seit der letzten Wahl:

Hauptthema des Wahlkampfes war die künftige Wirtschaftspolitik. Portugal wurde von der Krise im Euroraum ab 2007 schwer getroffen, erlebte einen deutlichen Anstieg der Arbeitslosigkeit auf maximal 16,5 % im Durchschnitt des Jahres 2013 und der Staatsverschuldung auf 130 % des Bruttoinlandprodukts in den Jahren 2013 und 2014. In den Jahren 2011 bis 2013 schrumpfte die Gesamtwirtschaftsleistung. Im Jahr 2011 musste sich das Land unter den sogenannten Euro-Rettungsschirm begeben, um weiter zahlungsfähig zu bleiben. Die Kreditgeber verlangten als Gegenleistung Sparmaßnahmen zur Konsolidierung der öffentlichen Haushalte, die auf erhebliche Proteste im Land stießen und mehrere Regierungskrisen auslösten.
Seit 2014 bessern sich die Wirtschaftsindikatoren wieder. 2014 wurde die Rezession überwunden und das Wirtschaftswachstum betrug 0,9 %. Für 2015 und 2016 erwarten Wirtschaftsanalysten ein Wachstum von jeweils ungefähr 1,6 %. Im Mai 2014 konnte Portugal den Euro-Rettungsschirm wieder verlassen. Die Arbeitslosenquote sank im Jahr 2014 erstmals seit Jahren wieder, auf einen Wert von 14,1 %. Dazu trug offenbar auch der Umstand bei, dass in den Jahren 2011 bis 2014 485.000 Menschen aus Portugal emigriert sind.
In der Parteienszene Portugals gibt es keine größere Protestpartei, die mit SYRIZA in Griechenland oder Podemos im benachbarten Spanien vergleichbar wäre. Unter den großen Parteien besteht ein Grundkonsens, dass Wirtschaftsreformen und eine Politik der Ausgabendämpfung notwendig sind. Allerdings werden die Akzente anders gesetzt. Die amtierende Mitte-rechts-Regierung unter Pedro Passos Coelho intendierte die bisherige Politik unverändert fortzuführen, die oppositionellen Sozialisten unter António Costa verlangten ein Ende der Austeritätspolitik und moderate Ausgabensteigerungen. Den Umfragen zufolge schafften es die Sozialisten jedoch nicht, trotz der Unzufriedenheiten eine Wechselstimmung unter der Wählerschaft herbeizuführen.

Spitzenkandidaten
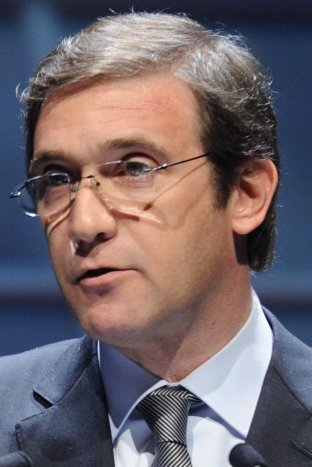
Pedro Passos Coelho PàF
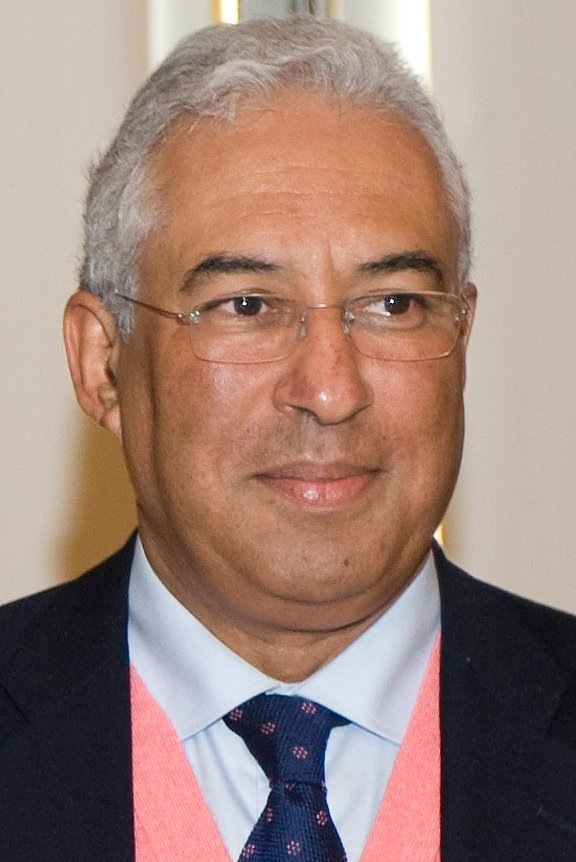
António Costa PS
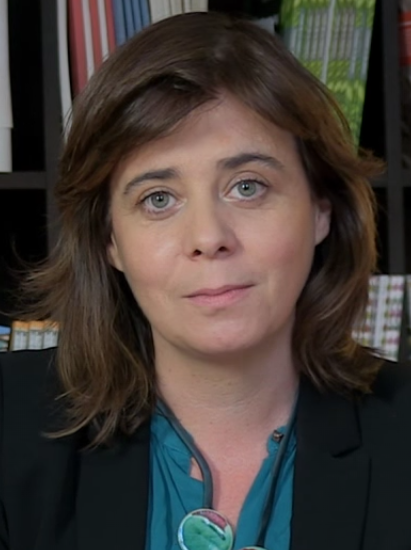
Catarina Martins Linksblock
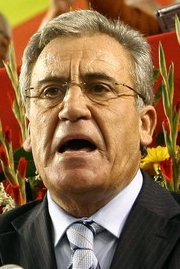
Jerónimo de Sousa CDU
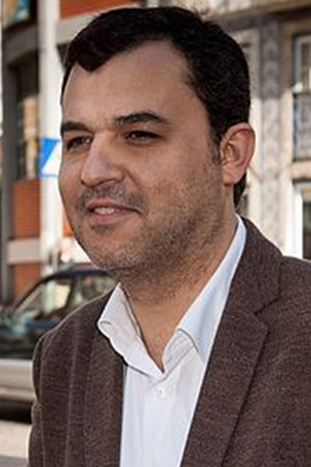
André Silva PAN

## Wahlergebnis
Nach Auszählung aller Stimmen erreichten PSD und CDS-PP gemeinsam nur 38,5 Prozent der Stimmen. Die Sozialisten kamen auf 32,4 Prozent, der Bloco de Esquerda auf 10,2 und der Wahlblock aus PCP und PEV auf 8,3 Prozent. In der Mandatsverteilung kam Portugal à Frente zwar auf ein deutlich stärkeres Ergebnis, verfehlte aber mit 107 Sitzen klar die absolute Mehrheit.
Als Wahlgewinner des Abends galt vor allem der Bloco de Esquerda, der sein bestes Ergebnis seit seiner Gründung verzeichnen und damit erstmals die Listenverbindung aus Kommunisten und Grünen (CDU) überholen konnte. Die CDU konnte dennoch ihr bestes Ergebnis seit der Wahl 2002 verzeichnen.

Das Wahlergebnis führte zunächst zu einer Patt-Situation im Parlament. Die bisherige Regierungskoalition aus PSD und CDS-PP konnte ihre Mehrheit nicht verteidigen, die PS konnte keine eigene absolute Mehrheit erringen. Daher ergaben sich nur zwei tatsächliche Optionen für eine Regierungsbildung: Entweder eine große Koalition („Bloco Central“) bestehend aus PSD/CDS-PP und PS sowie eine Mitte-links-Regierung bestehend aus PS, BE und CDU.
| Partei                                   | Partei | Stimmen   | Stimmen | Stimmen | Sitze     | Sitze            | Sitze          | Sitze    |
| Partei                                   | Partei | Anzahl    | %       | +/−     | Anzahl    | +/−              | %              | +/−      |
| ---------------------------------------- | --- | --------- | ------- | ------- | --------- | ---------------- | -------------- | -------- |
|                                          | Portugal à Frente - Partido Social Democrata (PSD) - CDS – Partido Popular (CDS-PP)                           | 1.993.921 | 36,86   | −10,95  | 102 84 18 | −22 1 −17 2 −5 3 | 44,35          | −9,57    |
|                                          | Partido Social Democrata (PSD)                                                                                | 81.054    | 1,50    | −0,50   | 5         | −2               | 2,17           | −0,87    |
|                                          | Partido Socialista (PS)                                                                                       | 1.747.685 | 32,31   | +4,25   | 86        | +12              | 37,37          | +5,22    |
|                                          | Bloco de Esquerda (BE)                                                                                        | 550.892   | 10,19   | +5,01   | 19        | +11              | 8,26           | +4,78    |

Stimmenstärkste Parteien nach Wahlkreisen:
Der Tejo bildete eine ungefähre Grenze. Südlich davon wurde überwiegend die Opposition gewählt, nördlich davon die Regierungsparteien.

Ergebnisse der linken Parteien, die im Parlament vertreten sind, in jedem Wahlkreis.

Rechte Parteien versus linke Parteien

|                                          | Coligação Democrática Unitária (CDU) - Partido Comunista Português (PCP) - Partido Ecologista Os Verdes (PEV) | 445.980   | 8,25    | +0,34   | 17 15 2   | +1 ±0            | 7,39 6,52 0,87 | +0,43 ±0 |
|                                          | Pessoas – Animais – Natureza (PAN)                                                                            | 75.140    | 1,39    | +0,35   | 1         | +1               | 0,43           | +0,43    |
|                                          | Partido Democrático Republicano (PDR)                                                                         | 61.632    | 1,14    | +1,14   | —         | —                | 0,0            | —        |
|                                          | Partido Comunista dos Trabalhadores Portugueses (PCTP/MRPP)                                                   | 59.955    | 1,11    | −0,01   | —         | —                | 0,0            | —        |
|                                          | Livre/Tempo de Avançar (L/TDA)                                                                                | 39.340    | 0,73    | +0,73   | —         | —                | 0,0            | —        |
|                                          | Partido Nacional Renovador (PNR)                                                                              | 27.269    | 0,50    | +0,19   | —         | —                | 0,0            | —        |
|                                          | Partido da Terra (MPT)                                                                                        | 22.596    | 0,42    | +0,01   | —         | —                | 0,0            | —        |
|                                          | Nós, Cidadãos! (NC)                                                                                           | 21.439    | 0,40    | +0,40   | —         | —                | 0,0            | —        |
|                                          | AGIR - Partido Trabalhista Português (PTP) - Movimento Alternativa Socialista (MAS)                           | 20.749    | 0,38    | +0,14   | —         | —                | 0,0            | —        |
|                                          | Partido Popular Monárquico (PPM)                                                                              | 14.897    | 0,28    | +0,01   | —         | —                | 0,0            | —        |
|                                          | Juntos pelo Povo (JPP)                                                                                        | 14.285    | 0,26    | +0,26   | —         | —                | 0,0            | —        |
|                                          | Partido Unido dos Reformados e Pensionistas (PURP)                                                            | 13.979    | 0,26    | +0,26   | —         | —                | 0,0            | —        |
|                                          | CDS – Partido Popular (CDS-PP)                                                                                | 7.536     | 0,14    | −0,20   | 0         | −1               | 0,0            | −0,43    |
|                                          | Aliança Açores - CDS – Partido Popular (CDS-PP) - Partido Popular Monárquico (PPM)                            | 3.654     | 0,07    | −0,13   | —         | —                | 0,0            | —        |
|                                          | Partido Cidadania e Democracia Cristã (PPV/CDC)                                                               | 2.659     | 0,05    | −0,10   | —         | —                | 0,0            | —        |
|                                          | Partido Trabalhista Português (PTP)                                                                           | 1.748     | 0,03    | −0,02   | —         | —                | 0,0            | —        |
| Leere Stimmzettel                        | Leere Stimmzettel                                                                                             | 112.851   | 2,09    | −0,57   |           |                  |                |          |
| Ungültige Stimmzettel                    | Ungültige Stimmzettel                                                                                         | 89.544    | 1,66    | +0,22   |           |                  |                |          |
| Gesamt                                   | Gesamt | 5.408.805 | 100,0   |         | 230       |                  | 100,0          |          |
| Gültige Stimmen                          | Gültige Stimmen                                                                                               | 5.206.410 | 96,26   | +0,34   |           |                  |                |          |
| Wahlbeteiligung                          | Wahlbeteiligung                                                                                               | 5.408.805 | 55,86   | −2,21   |           |                  |                |          |
| Wahlberechtigte                          | Wahlberechtigte                                                                                               | 9.682.553 |         |         |           |                  |                |          |
| Quelle: Portugiesisches Innenministerium | |           |         |         |           |                  |                |          |

1. ↑  Die Veränderung in Prozentpunkten bezieht sich bei Wahlbündnissen, die nicht in ganz Portugal angetreten sind immer auf das summierte Ergebnis der Bündnisparteien aus 2011 in den Wahlbezirken, in denen die Parteien im Bündnis angetreten sind, in Relation zu den Gesamtstimmen in Portugal (zum Beispiel lag das gemeinsame Ergebnis für PSD und CDS-PP 2011 für Portugal ohne Azoren und Madeira bei 2.672.251 Stimmen, was einem Stimmenanteil von 47,82 Prozent entspricht; daraus ergibt sich die Veränderung zu 2015 von −10,95 Prozent). Entsprechend sind die Veränderungen für die verbleibenden Stimmkreise nur auf das Ergebnis dort bezogen (zum Beispiel erzielte die PSD in den Stimmbezirken Madeira und Azoren 2011 111.433 Stimmen, was 1,99 Prozent entsprochen hätte und dann die Veränderung von −0,50 Prozent ergibt)
2. ↑  Das Wahlbündnis ist in den Wahlbezirken Azoren und Madeira nicht angetreten
3. ↑  Nur in den Wahlbezirken Azoren und Madeira alleine angetreten, sonst im Wahlbündnis Portugal à Frente
4. ↑  Nicht im Wahlbezirk Madeira angetreten
5. ↑  Im Wahlbezirk Azoren in der Aliança Açores gemeinsam mit CDS-PP angetreten
6. ↑  nur im Wahlbezirk Madeira alleine angetreten
7. ↑  nur im Wahlbezirk Azoren in dieser Zusammenstellung angetreten
8. ↑  nur im Wahlbezirk Madeira alleine angetreten, sonst im Wahlbündnis AGIR

## Regierungsbildung
Als das Verfehlen der absoluten Mehrheit durch Portugal à Frente feststand, kündigte Ministerpräsident und PàF-Spitzenkandidat Passos Coelho an, Gespräche mit der sozialistischen Partei aufnehmen zu wollen, um eine „politische Krise“ in Portugal zu vermeiden. Der Kandidat der Sozialisten, António Costa, äußerte sich nicht klar zu seinen Plänen bei der Regierungsbildung, während Vertreter der beiden kleineren linken Parteien BE und CDU die Sozialisten aufforderten, eine Regierung zu bilden, und ihre Unterstützung dafür anboten.
Am Abend des 6. Oktober 2015 teilte Staatspräsident Aníbal Cavaco Silva in einer Fernsehansprache mit, er habe Premierminister Passos Coelho mit der Bildung einer neuen Regierung beauftragt, und forderte eine Regierung, die „politische Stabilität und Regierbarkeit“ und „Kontinuität in den Beziehungen zur EU und zur NATO“ garantiere. Insbesondere diese Forderungen empfanden BE und CDU als eine Ausbootung ihrer Machtposition. Zuvor hatten allerdings alle linken Parteien im Parlament, auch die am Wahlabend noch zurückhaltende PS, erklärt, sie würden eine Minderheitsregierung von PSD und CDS-PP nicht mittragen. Am 13. Oktober fand ein Gespräch zwischen Portugal à Frente und den Sozialisten über eine Regierungsbildung statt, das aber scheiterte.
Parallel nahmen die Sozialistische Partei, der Linksblock und die beiden Mitgliedsparteien des Bündnisses CDU, die Portugiesische Kommunistische Partei und die Ökologische Partei „Die Grünen“, die zusammen im Parlament über eine absolute Mehrheit verfügen, Verhandlungen über eine gemeinsame Regierung auf. Eine solche wäre die erste linke Koalitionsregierung seit der Einführung der Verfassung von 1976. Knackpunkte einer möglichen Mitte-links-Koalition könnten die Beziehungen zur Europäischen Union, die Beibehaltung des Euro und die Mitgliedschaft in der NATO sein.
Am Abend des 22. Oktober beauftragte Cavaco Silva ungeachtet der gescheiterten Gespräche zwischen Portugal à Frente und PS ein zweites Mal Passos Coelho mit der Bildung einer Regierung. Er begründete dies damit, dass Passos Coelho „der Chef der Koalition […], die die Wahl vom 4. Oktober gewonnen“ habe, sei. Die drei linken Parteien kündigten daraufhin ein Misstrauensvotum an. Am 23. Oktober bekräftigten die linken Parteien ihren Willen zur Zusammenarbeit dadurch, dass sie den Sozialisten Eduardo Ferro Rodrigues gemeinsam gegen einen Kandidaten von Portugal à frente zum Parlamentspräsidenten wählten. Am 10. November 2015 stimmten 123 der 230 Parlamentsabgeordneten bei einem Misstrauensvotum gegen Coelho und seine Regierung.
Nach dem erfolgreichen Misstrauensvotum gegen Passos Coelho erhob der Vorsitzende der Sozialisten, Costa, Anspruch auf die Ernennung zum Regierungschef. Schon vor der Vertrauensabstimmung hatten die drei linken Parteien eine Einigung auf eine gemeinsame Regierungsbildung bekanntgegeben.
Am 23. November knüpfte Staatspräsident Cavaco die Ernennung Costas zum Premierminister an Bedingungen. Unter anderem verlangte er von Costa eine Erklärung, eine Minderheitsregierung der Sozialisten für die gesamte Legislaturperiode bilden zu wollen. Außerdem solle Costa darlegen, wie die Verpflichtungen bezüglich der im Euro-Raum vertraglich vereinbarten Budgetdisziplin erfüllt würden und wie die Haushaltspläne, insbesondere für 2016, aussehen sollten. Cavaco wünschte sich zudem Garantien bezüglich der Erfüllung nationaler Verpflichtungen gegenüber „Organisationen der kollektiven Verteidigung“, also vor allem gegenüber der NATO.
Am 24. November ernannte der Staatspräsident schließlich Costa nach einem erneuten Gespräch zum Premierminister. Dieser kündigte an, eine sozialistische Minderheitsregierung zu bilden, also keine Koalition, sondern nur eine Zusammenarbeit mit den beiden anderen linken Parteien einzugehen. Am 26. November wurde die neue Regierung vereidigt.